# Nicolas Gervaise
Nicolas Gervaise (* 1662 in Paris; † 20. November 1729 im heutigen Venezuela) war ein französischer Missionsbischof, Apostolischer Vikar der Antillen und der Karibik.

## Leben
Nicolas Gervaise wurde 1662 in Paris geboren. Sein Vater Nicolas Gervaise (um 1610–1672) war der Leibarzt des in Ungnade gefallenen Intendanten Nicolas Fouquet. Sein Bruder François (1660–1751) war von 1696 bis 1698 Abt der reformierten Zisterzienserabtei  La Trappe.
Nicolas Gervaise trat in jungen Jahren in das Seminar der Pariser Missions Etrangères (Pariser Mission) ein, das Missionare für den Einsatz in Indochina ausbildete. 1681 begleitete er den Gründer François Pallu nach Siam (Thailand) und setzte seine Studien am dort eröffneten Seminar in Ayutthaya fort. 1685 wurde er vom Apostolischen Vikar Bischof Louis Laneau nach Paris zurückgeschickt. 1705 findet er sich als Propst von Suèvres in der Diözese Blois, einer Dépendance des Kapitels von Sankt Martin in Tours. Am 6. Juni 1726 präkonisierte ihn Papst Benedikt XIII. im Konsistorium zum Titularbischof von Horrea und ernannte ihn zum Apostolischen Vikar der Antillen und der Karibik. Die Bischofsweihe spendete ihm Papst Benedikt persönlich am 11. Juni 1726 in der Sixtinischen Kapelle. Mitkonsekratoren waren die Bischöfe und späteren Kardinäle Niccolò Maria Lercari, Titularerzbischof von Nazianz, und Francesco Antonio Fini (1669–1743), Erzbischof von Damascus in partibus.
Nach seiner Rückkehr aus Siam hatte er eine Description du royaume de Macaçar und eine Histoire naturelle et politique du Royaume de Siam verfasst, außerdem eine Lebensbeschreibung des hl. Martin von Tours, wohl als Qualifizierungsschrift für seine Stelle am Kapitel von Tours. Seine 1715 erschienene Histoire de Boèce, sénateur romain wird oft irrtümlich seinem Bruder François zugeschrieben.
Bischof Gervaise wurde am 20. November 1729 auf einer Missionsreise gemeinsam mit sieben weiteren Franzosen auf einem Aquira genannten Nebenfluss des Orinoco in Spanisch-Guayana (heute Venezuela) von Eingeborenen massakriert.

## Werke
- Description du royaume de Macaçar, Paris: H. Foucault, 1688, Ratisbonne: E. Kinkius, 1700
- Histoire naturelle et politique du Royaume de Siam, Paris: Claude Barbin, 1688
- Vie de Saint Martin, Evêque de Tours, et histoire de la fondation de l’insigne église élevée en son honneur à Tours, Tours: Barthe H.-M. Duval, 1699, 1828
- Histoire de Boèce, sénateur romain, avec l’analyse de tous ses ouvrages, des notes et des dissertations historiques et théologiques, 2 Bände, Paris 1715